# Márk Marsi
Márk Marsi (* 17. srpna 1973 Budapešť, Maďarsko) je bývalý maďarský sportovní šermíř, který se specializoval na šerm fleretem. Maďarsko reprezentoval v devadesátých letech a v prvním desetiletí jednadvacátého století. Na olympijských hrách startoval v roce 1996 a 2000 v soutěži jednotlivců a družstev. V soutěži jednotlivců se na olympijských hrách 2000 probojoval do čtvrtfinále. V roce 1992 obsadil druhé a v roce 1998, 1999 třetí místo na mistrovství Evropy v soutěži jednotlivců. S maďarským družstvem fleretistů obsadil na mistrovství Evropy 2003 druhé místo.